# Campeonato Russo de Futebol de 1994 - Terceira Divisão
O Campeonato Russo de Futebol - Terceira Divisão de 1994 foi o terceiro torneio desta competição. Participaram sessenta e duas equipes. O nome do campeonato era "Segunda Liga" (Vtórai Liga), dado que a primeira divisão era a "Liga Suprema" (Vysshaia Liga) e a segunda divisão era a "Primeira Liga" (Perváia Liga). O campeonato era dividido em quatro torneios independentes - Zona Leste, Oeste, Central e Sibéria, sendo 21 na Oeste, 17 na Central, 12 na Sibéria e 09 na Leste. Por causa da reestruturação da Pirâmide do futebol russo, mais da metade dos participantes foram de rebaixados do Campeonato Russo de Futebol de 1993 - Segunda Divisão, já que a maioria dos participantes da Campeonato Russo de Futebol de 1993 - Terceira Divisão foi rebaixada para o novo campeonato da quarta divisão "Trietia Liga", um novo escalão do futebol russo, dado que a antiga quarta divisão, conhecida como "Liga Amadora Russa", foi "rebaixada" para ser a quinta divisão.

## Participantes da Zona Oeste
| Equipe                       | Cidade          | Região                  | No ano anterior                                                    | Estádio                     | Capacidade | Títulos          | Participações |
| ---------------------------- | --------------- | ----------------------- | ------------------------------------------------------------------ | --------------------------- | ---------- | ---------------- | ------------- |
| FC Fakel Voronej             | Voronej         | Oblast de Voronej       | Rebaixado do Campeonato Russo de Futebol de 1993 - Segunda Divisão | Estádio da Central Sindical | 32.750     | 0 (não possui)   | 1             |
| FC Metallurg Lipetsk         | Lipetsk         | Oblast de Lipetsk       | Rebaixado do Campeonato Russo de Futebol de 1993 - Segunda Divisão | Estádio Metallurg           | 14.000     | 0 (não possui)   | 1             |
| FC Spartak Anapa             | Anapa           | Krai de Krasnodar       | Rebaixado do Campeonato Russo de Futebol de 1993 - Segunda Divisão | Estádio Spartak             | --         | 0 (não possui)   | 1             |
| FC Terek Grozny              | Grózni          | Chechênia               | Rebaixado do Campeonato Russo de Futebol de 1993 - Segunda Divisão | Estádio Sultan Bilimkhanov  | 10.500     | 0 (não possui)   | 1             |
| FC Torpedo Taganrog          | Taganrog        | Oblast de Rostov        | Rebaixado do Campeonato Russo de Futebol de 1993 - Segunda Divisão | Estádio Torpedo             | --         | 0 (não possui)   | 1             |
| FC Kolos Krasnodar           | Krasnodar       | Krai de Krasnodar       | Rebaixado do Campeonato Russo de Futebol de 1993 - Segunda Divisão | Estádio Kuban               | 32.000     | 0 (não possui)   | 2             |
| FC Kuban Krasnodar           | Krasnodar       | Krai de Krasnodar       | Rebaixado do Campeonato Russo de Futebol de 1993 - Segunda Divisão | Estádio Kuban               | 32.000     | 0 (não possui)   | 1             |
| PFC Spartak Nalchik          | Nalchik         | Cabárdia-Balcária       | Rebaixado do Campeonato Russo de Futebol de 1993 - Segunda Divisão | Estádio Spartak             | 14.400     | 0 (não possui)   | 1             |
| FC Tekstilshchik Ivanovo     | Ivanovo         | Oblast de Ivanovo       | Rebaixado do Campeonato Russo de Futebol de 1993 - Segunda Divisão | Estádio Tekstilshchik       | 9.565      | 0 (não possui)   | 1             |
| FC Orekhovo Orekhovo-Zuyevo  | Orekhovo-Zuyevo | Oblast de Moscovo       | Rebaixado do Campeonato Russo de Futebol de 1993 - Segunda Divisão | Estádio Znamya Truda        | 8.300      | 0 (não possui)   | 2             |
| FC Dinamo Vologda            | Vologda         | Oblast de Vologda       | Rebaixado do Campeonato Russo de Futebol de 1993 - Segunda Divisão | Estádio Dínamo              | 10.000     | 0 (não possui)   | 1             |
| FC Lokomotiv São Petersburgo | Tsentralny      | São Petersburgo         | Terceiro Lugar (Zona 05)                                           | Estádio Kirov               | 100.000    | 0 (não possui)   | 3             |
| FC Anji Makhachkala          | Mahackala       | Daguestão               | Campeão (Zona 01)                                                  | Estádio Dínamo              | 15.200     | 1 (1993 Zona 01) | 3             |
| FC Kavkazkabel Prokhladny    | Prokhladny      | Cabárdia-Balcária       | Vice Campeão (Zona 01)                                             | --                          | --         | 0 (não possui)   | 3             |
| FC Vympel Rybinsk            | Rybinsk         | Oblast de Iaroslavl     | Campeão (Zona 05)                                                  | Estádio Saturn              | ---        | 1 (1993 Zona 05) | 3             |
| FC Salyut Belgorod           | Belgorod        | Oblast de Belgorod      | Campeão (Zona 02)                                                  | Estádio Salyut              | 12.000     | 1 (1993 Zona 02) | 2             |
| FC Trion-Volga Tver          | Tver            | Oblast de Tver          | Quarto Lugar (Zona 05)                                             | Estádio Khimik              | 7.875      | 0 (não possui)   | 3             |
| FC Avangard-Kortek Kolomna   | Kolomna         | Oblast de Moscovo       | Vice Campeão (Zona 04)                                             | Estádio Avangard            | 10.200     | 0 (não possui)   | 3             |
| FC Iriston Vladikavkaz       | Vladikavkaz     | Ossétia do Norte-Alânia | Quarto Lugar (Zona 01)                                             | Estádio SOK Tedeyev         | 3.000      | 0 (não possui)   | 2             |
| FC Venets Gulkevichi         | Gulkevichsky    | Krai de Krasnodar       | Quarto Lugar (Zona 02)                                             | --                          | --         | 0 (não possui)   | 3             |
| FC Dínamo Makhachkala        | Mahackala       | Daguestão               | Quarto Lugar (Zona 01)                                             | Estádio Dínamo              | 15.200     | 0 (não possui)   | 2             |
| FC Erzi Petrozavodsk         | Petrozavodsk    | Carélia                 | Vice Campeão (Zona 05)                                             | Estádio Spartak             | 14.545     | 0 (não possui)   | 3             |

## Participantes da Zona Central
| Equipe                    | Cidade          | Região                   | No ano anterior                                                    | Estádio                     | Capacidade | Títulos          | Participações |
| ------------------------- | --------------- | ------------------------ | ------------------------------------------------------------------ | --------------------------- | ---------- | ---------------- | ------------- |
| FC Rubin Kazan            | Cazã            | Tartaristão              | Rebaixado do Campeonato Russo de Futebol de 1993 - Segunda Divisão | Estádio Central de Cazã     | 28.500     | 0 (não possui)   | 1             |
| FC Lada Dimitrovgrad      | Dimitrovgrad    | Oblast de Ulianovsk      | Rebaixado do Campeonato Russo de Futebol de 1993 - Segunda Divisão | Estádio Torpedo             | 5.000      | 0 (não possui)   | 1             |
| FC Torpedo Volzhsky       | Volzhsky        | Oblast de Volgogrado     | Rebaixado do Campeonato Russo de Futebol de 1993 - Segunda Divisão | Estádio Loginov             | 7.000      | 0 (não possui)   | 1             |
| FC Gazovik Ijevsk         | Ijevsk          | Udmúrtia                 | Rebaixado do Campeonato Russo de Futebol de 1993 - Segunda Divisão | Estádio Central Republicano | 19.200     | 0 (não possui)   | 2             |
| FC Uralets Nijny Tagil    | Nijny Tagil     | Oblast de Sverdlovsk     | Rebaixado do Campeonato Russo de Futebol de 1993 - Segunda Divisão | Estádio Uralets             | 5.000      | 0 (não possui)   | 1             |
| FC Svetotekhnika Saransk  | Saransk         | Mordóvia                 | Rebaixado do Campeonato Russo de Futebol de 1993 - Segunda Divisão | Estádio Start               | 11.581     | 0 (não possui)   | 1             |
| FC Drujba Iochkar-Ola     | Iochkar-Ola     | Mari El                  | Rebaixado do Campeonato Russo de Futebol de 1993 - Segunda Divisão | Estádio Drujba              | 12.500     | 0 (não possui)   | 1             |
| FC Torpedo Riazan         | Riazan          | Oblast de Riazan         | Rebaixado do Campeonato Russo de Futebol de 1993 - Segunda Divisão | Estádio CSK                 | 25.000     | 0 (não possui)   | 1             |
| FC Torpedo Miass          | Miass           | Oblast de Cheliabinsk    | Rebaixado do Campeonato Russo de Futebol de 1993 - Segunda Divisão | Estádio Trud                | 3.000      | 0 (não possui)   | 1             |
| FK Metallurg Magnitogorsk | Magnitogorsk    | Oblast de Cheliabinsk    | Rebaixado do Campeonato Russo de Futebol de 1993 - Segunda Divisão | Estádio Central             | --         | 0 (não possui)   | 1             |
| FC Torpedo Arzamas        | Arzamas         | Oblast de Níjni Novgorod | Campeão (Zona 03)                                                  | Estádio Znamia              | 6.000      | 1 (1993 Zona 03) | 3             |
| FC Metallurg Novotroitsk  | Novotroitsk     | Oblast de Oremburgo      | Vice Campeão (Zona 06)                                             | Estádio Metallurg           | 10.000     | 0 (não possui)   | 3             |
| FC Zvezda Gorodishche     | Gorodishchensky | Oblast de Volgogrado     | Vice Campeão (Zona 02)                                             | ---                         | ---        | 0 (não possui)   | 3             |
| FC Arsenal Tula           | Tula            | Oblast de Tula           | Vice Campeão (Zona 03)                                             | Estádio Arsenal             | 20.048     | 0 (não possui)   | 3             |
| FC Irgiz Balakovo         | Balakovo        | Oblast de Saratov        | Terceiro Lugar (Zona 03)                                           | Estádio Trud                | 12.000     | 0 (não possui)   | 3             |
| FC Devon Oktyabrsky       | Oktiabrski      | Bascortostão             | Campeão (Zona 06)                                                  | Estádio Neftyanik           | 4.500      | 1 (1993 Zona 06) | 3             |
| FC Obninsk                | Obninsk         | Oblast de Kaluga         | Quarto Lugar (Zona 04)                                             | Estádio Trud                | 4.000      | 0 (não possui)   | 2             |
| FC Vyatka Kirov           | Kirov           | Oblast de Kirov          | Terceiro Lugar (Zona 06)                                           | Estádio Rússia              | 2.000      | 0 (não possui)   | 2             |

## Participantes da Zona Sibéria
| Equipe                        | Cidade        | Região                | No ano anterior                                                    | Estádio           | Capacidade | Títulos        | Participações |
| ----------------------------- | ------------- | --------------------- | ------------------------------------------------------------------ | ----------------- | ---------- | -------------- | ------------- |
| FC Chkalovets Novosibirsk     | Novosibirsk   | Oblast de Novosibirsk | Rebaixado do Campeonato Russo de Futebol de 1993 - Segunda Divisão | Estádio Spartak   | 12.500     | 0 (não possui) | 1             |
| FC Tom Tomsk                  | Tomsk         | Oblast de Tomsk       | Rebaixado do Campeonato Russo de Futebol de 1993 - Segunda Divisão | Estádio Trud      | 15.000     | 0 (não possui) | 1             |
| FC KUZBASS Kemerovo           | Kemerovo      | Oblast de Kemerovo    | Rebaixado do Campeonato Russo de Futebol de 1993 - Segunda Divisão | Estádio Shakhtyor | 4.174      | 0 (não possui) | 1             |
| FC Dínamo Barnaul             | Barnaul       | Krai de Altai         | Rebaixado do Campeonato Russo de Futebol de 1993 - Segunda Divisão | Estádio Dínamo    | 16.000     | 0 (não possui) | 1             |
| FC Irtysh Tobolsk             | Tobolsk       | Oblast de Tiumen      | Acesso pelo Campeonato Russo de Futebol de 1993 - Quarta Divisão   | Estádio Tobol     | 3.402      | 0 (não possui) | 1             |
| FC Torpedo Rubtsovsk          | Rubtsovsk     | Krai de Altai         | Vice Campeão (Zona 07)                                             | Estádio Torpedo   | 6.500      | 0 (não possui) | 3             |
| FC Metallurg Novokuznetsk     | Novokuznetsk  | Oblast de Kemerovo    | Rebaixado do Campeonato Russo de Futebol de 1993 - Segunda Divisão | Estádio Metallurg | 8.500      | 0 (não possui) | 1             |
| FC Dínamo Omsk                | Omsk          | Oblast de Omsk        | Sétimo Lugar (Zona 07)                                             | Estádio Dínamo    | 4.000      | 0 (não possui) | 2             |
| FC Motor Prokopyevsk          | Prokopyevsk   | Oblast de Kemerovo    | Acesso pelo Campeonato Russo de Futebol de 1993 - Quarta Divisão   | Estádio Shakhtyor | 8.500      | 0 (não possui) | 1             |
| FC Samotlor-XXI Nijnevartovsk | Nijnevartovsk | Khantia-Mansia        | Estreante                                                          | Estádio Central   | ---        | 0 (não possui) | 1             |
| FC Shakhtyor Kiselyovsk       | Kiselyovsk    | Oblast de Kemerovo    | Oitava Lugar (Zona 07)                                             | Estádio Shakhtyor | ---        | 0 (não possui) | 2             |
| FC Politekhnik-92 Barnaul     | Barnaul       | Krai de Altai         | Terceiro Lugar (Zona 06)                                           | Estádio Dínamo    | 16.000     | 0 (não possui) | 3             |
| FC Agan Radujny               | Radujny       | Khantia-Mansia        | Décimo Lugar (Zona 06)                                             | ---               | ---        | 0 (não possui) | 3             |

## Participantes da Zona Leste
| Equipe                            | Cidade             | Região              | No ano anterior                                                    | Estádio                   | Capacidade | Títulos          | Participações |
| --------------------------------- | ------------------ | ------------------- | ------------------------------------------------------------------ | ------------------------- | ---------- | ---------------- | ------------- |
| FC Dínamo Yakutsk                 | Yakutsk            | Iacútia             | Rebaixado do Campeonato Russo de Futebol de 1993 - Segunda Divisão | Estádio Tuymaada          | 12.800     | 0 (não possui)   | 1             |
| FC Metallurg Krasnoyarsk          | Krasnoyarsk        | Krai de Krasnoyarsk | Rebaixado do Campeonato Russo de Futebol de 1993 - Segunda Divisão | Estádio Central           | 22.500     | 0 (não possui)   | 1             |
| FC Sacalin Kholmsk                | Kholmsk            | Oblast de Sacalina  | Rebaixado do Campeonato Russo de Futebol de 1993 - Segunda Divisão | Estádio Farol de Sacalina | 3.000      | 0 (não possui)   | 1             |
| FC SKA-Energiya Khabarovsk        | Khabarovsk         | Krai de Khabarovsk  | Rebaixado do Campeonato Russo de Futebol de 1993 - Segunda Divisão | Estádio Lênin             | 15.200     | 0 (não possui)   | 1             |
| FC Angara Angarsk                 | Angarsk            | Oblast de Irkutsk   | Campeão (Zona 07)                                                  | Estádio Angara            | ---        | 1 (1993 Zona 07) | 3             |
| FC Amur Blagoveshchensk           | Blagoveshchensk    | Oblast de Amur      | Décimo Segundo Lugar (Zona 07)                                     | Estádio Amur              | 13.500     | 0 (não possui)   | 2             |
| FC Amur Komsomolsk-na-Amure       | Komsomolsk do Amur | Krai de Khabarovsk  | Décimo Terceiro Lugar (Zona 07)                                    | Estádio Vanguard          | 16.000     | 0 (não possui)   | 2             |
| FC Kristall Neryungri             | Neryungri          | Iacútia             | Rebaixado do Campeonato Russo de Futebol de 1993 - Segunda Divisão | ---                       | ---        | 0 (não possui)   | 1             |
| FC Avtomobilist Yuzhno-Sakhalinsk | Iujno-Sakhalinsk   | Oblast de Sacalina  | Acesso pelo Campeonato Russo de Futebol de 1993 - Quarta Divisão   | Estádio Spartak\|         | 4.200      | 0 (não possui)   | 1             |

## Regulamento
O campeonato foi disputado no sistema de pontos corridos em turno e returno nos sete torneios. Os dois primeiros das Zonas Oeste e Central eram promovidos diretamente para o Campeonato Russo de Futebol de 1995 - Segunda Divisão, enquanto o campeão da Zona Sibéria enfrentaria o campeão da Zona Leste para a outra vaga. Duas equipes de cada zona são eram rebaixadas para a quarta divisão.

## Resultados do Campeonato

### Resultados da Zona Oeste
Fakel foi o campeão e Kolos foi o vice; os dois foram promovidos.

Dínamo de Makachkala e Terek foram rebaixados para a quarta divisão russa.

### Resultados da Zona Central
Torpedo de Volzhky foi o campeão e Torpedo de Arzamas foi o vice; os dois foram promovidos.

Vyatka e Drujba foram rebaixados para a quarta divisão russa.

### Resultados da Zona Sibéria
Chkalovets foi o campeão e se classificou para o Playoff de Ascenso.

Shakhtyor e Politekhnik foram rebaixados para a quarta divisão russa.

### Resultados da Zona Leste
Dínamo de Yakutsk foi o campeão e se classificou para o Playoff de Ascenso.

Avtomobilist e Amur de Komsomolsk-na-Amure foram rebaixados para a quarta divisão russa.

### Playoff do Ascenso
Chkalovets foi o vencedor; ascendeu à segunda divisão.

## Campeão
| Campeão Russo da Terceira Divisão de 1994 - Zona Oeste |
| ------------------------------------------------------ |
| FC Fakel Voronej 1° Título                             |

| Campeão Russo da Terceira Divisão de 1994 - Zona Leste |
| ------------------------------------------------------ |
| FC Dínamo Yakutsk 1° Título                            |

| Campeão Russo da Terceira Divisão de 1994 - Zona Central |
| -------------------------------------------------------- |
| FC Torpedo Volzhky 1° Título                             |

| Campeão Russo da Terceira Divisão de 1994 - Zona Sibéria |
| -------------------------------------------------------- |
| FC Chkalovets Novosibirsk 1° Título                      |

Predefinição:Temporadas do Campeonato Russo de Futebol - Terceira Divisão